# Грб Шибенско-книнске жупаније
Грб Шибенско-книнске жупаније је званични грб хрватске територијалне јединице, Шибенско-книнска жупанија. 
Грб је у садашњем облику усвојен је 22. децембра 1997. године.

## Опис грба
Грб Шибенско-книнске жупаније је грб са црвеном бојом штита (боја шибенско-дрнишке капе) на којем се налази сребрни мач са златном дршком окренут према горе, преко којег је уздигнута стилизована златна круна хрватских владара. Ова круна је узета као симбол, јер се тврди да је книнско подручје у историји, било језгро хрватске државности, док је уздигнути мач „симбол одлучности на одбрану“.